# Samo Bevk
Samo Bevk, slovenski politik, poslanec, profesor zgodovine in umetnostne zgodovine, kustos in muzealec, * 27. avgust 1956, Ljubljana.
Trenutno je poslanec Državnega zbora Republike Slovenije.

## Življenjepis
Zgodnje življenje
Po maturi na idrijski Gimnaziji Jurija Vege in diplomiranju iz zgodovine ter umetnostne zgodovine na Filozofski fakulteti v Ljubljani se je zaposlil v Mestnem muzeju Idrija; pozneje je postal tudi direktor muzeja.
Politično delovanje
Med letoma 1994 in 1997 je bil župan Mestne občine Idrija.
Leta 1996 je bil izvoljen v 2. državni zbor Republike Slovenije; v tem mandatu je bil član naslednjih delovnih teles:
- Komisija za peticije (od 16. januarja 1997),
- Komisija za odnose s Slovenci v zamejstvu in po svetu (od 29. maja 1997),
- Odbor za infrastrukturo in okolje (od 16. januarja 1997),
- Odbor za kulturo, šolstvo in šport (od 16. januarja 1997) in
- Odbor za spremljanje uresničevanja Resolucije o izhodiščih zasnove nacionalne varnosti Republike Slovenije (od 16. januarja 1997).

Med letoma 1998 in 2006 je bil tudi mestni svetnik Mestne občine Idrija. V tem času je bil leta 2000 tudi predlagan za kulturnega ministra, a ni prejel zadostne podpore.
Bevk, član stranke Socialnih demokratov, je bil leta 2004 tretjič izvoljen v Državni zbor Republike Slovenije; v tem mandatu je bil član naslednjih delovnih teles:
- Odbor za zunanjo politiko,
- Odbor za kulturo, šolstvo in šport (podpredsednik),
- Komisija za odnose s Slovenci v zamejstvu in po svetu in
- Preiskovalna komisija za ugotovitev in oceno dejanskega stanja, ki je lahko podlaga za odločanje o politični odgovornosti nosilcev javnih funkcij v Vladi Republike Slovenije na Ministrstvu za pravosodje in Vrhovnem državnem tožilstvu Republike Slovenije v zvezi z izvrševanjem nadzora po Zakonu o državnem tožilstvu (Uradni list RS št. 110/02 - uradno prečiščeno besedilo) za spremembo zakonodaje in za druge odločitve v skladu z ustavnimi pristojnostmi državnega zbora Državnega zbora Republike Slovenije|Preiskovalna komisija za ugotovitev in oceno dejanskega stanja, ki je lahko podlaga za odločanje o politični odgovornosti nosilcev javnih funkcij v Vladi Republike Slovenije na Ministrstvu za pravosodje in Vrhovnem državnem tožilstvu Republike Slovenije v zvezi z izvrševanjem nadzora po Zakonu o državnem tožilstvu (Uradni list RS št. 110/02 - uradno prečiščeno besedilo) za spremembo zakonodaje in za druge odločitve v skladu z ustavnimi pristojnostmi državnega zbora (namestnik člana).

Leta 2008 je bil še četrtič izvoljen v DZ RS; v tem mandatu je bil član naslednjih teles:
- Komisija za peticije ter za človekove pravice in enake možnosti (član),
- Odbor za zunanjo politiko (član),
- Odbor za kulturo, šolstvo, šport in mladino (član) in
- Komisija za odnose s Slovenci v zamejstvu in po svetu (član).

Septembra 2011 ga je Borut Pahor, predsednik 9. vlade RS, predlagal za kulturnega ministra. 20. septembra je Državni zbor Republike Slovenije v paketnem glasovanju zavrnil vse ministrske kandidate (s 36 glasovi za in 51 proti).
Na državnozborskih volitvah leta 2011 je kandidiral na listi SD.
Knjige
- Franja: muzej človeške plemenitosti: sanacija Partizanske bolnice Franja v letih 1989-1990, 1999
- Pisma s poslanskega sedeža 108, 2015

- Vprašanja in pobude s poslanskega sedeža 108: prvi del, 2024

- Vprašanja in pobude s poslanskega sedeža 108: drugi del, 2025